# Attentat auf den Italicus Express

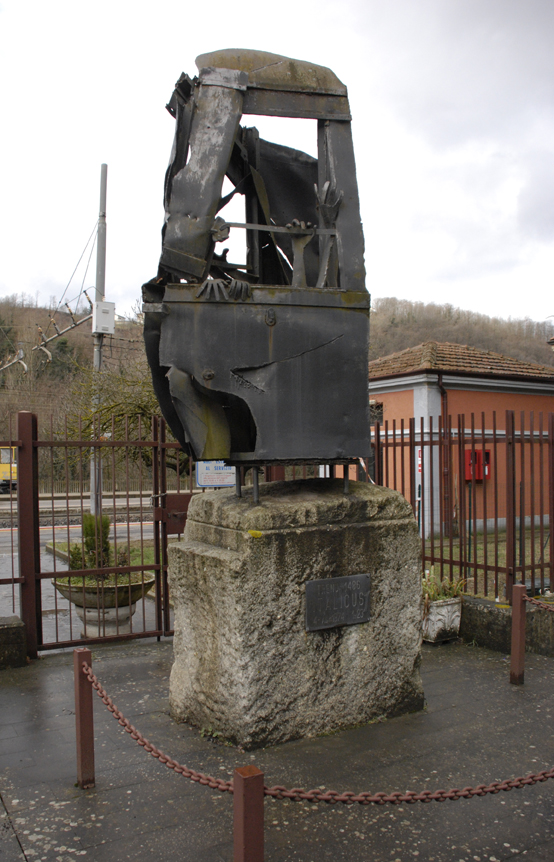
Denkmal für die Opfer des Bombenanschlags im Bahnhof von San Benedetto Val di Sambro

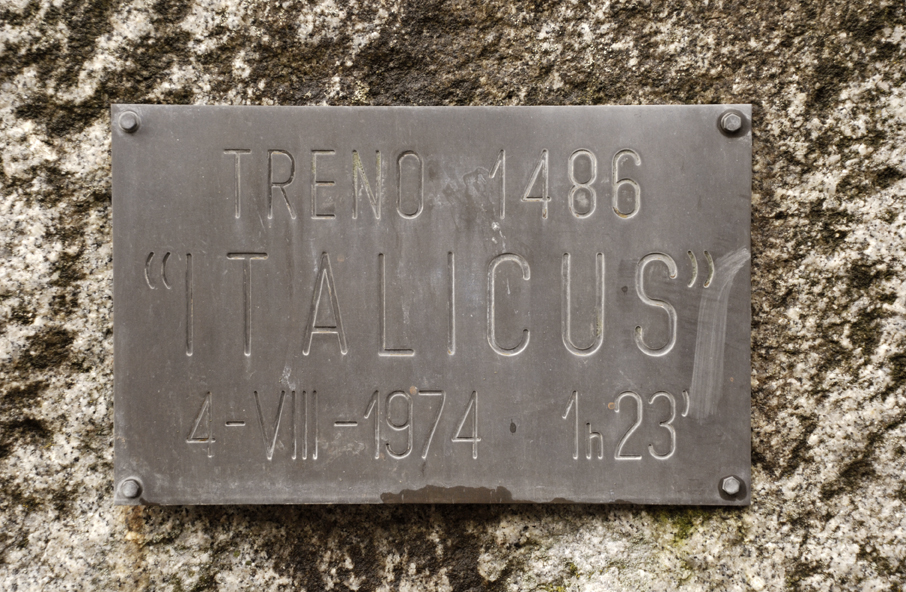
Gedenktafel an den Anschlag im Bahnhof von San Benedetto Val di Sambro

Bei dem Attentat auf den Italicus Express am 4. August 1974 kamen bei einem Bombenanschlag 12 Menschen ums Leben, 48 wurden darüber hinaus verletzt.

## Der Zug
Der Italicus Express verkehrte als Nachtschnellzug in der Verbindung Rom–München und wurde in Italien durch die Ferrovie dello Stato betrieben.

## Der Anschlag
Piero Malentacchi, Mitglied der Terrorzelle von Mario Tuti, versteckte im Bahnhof Firenze Santa Maria Novella im fünften Wagen des Zuges eine Bombe. Dies geschah im Auftrag der Fronte Nazionale Rivoluzionario und des Ordine Nuovo, zweier rechtsextremer Organisationen. Die Explosion erfolgte um 1 Uhr 23, als der Zug den Bahnhof San Benedetto Val di Sambro an der Bahnstrecke Bologna–Florenz passierte.

## Folgen
12 Menschen starben, 48 wurden darüber hinaus verletzt. Der vormalige italienische Premierminister Aldo Moro hatte als Passagier den Zug genutzt, war aber zu dem Zeitpunkt, als der Anschlag geschah, schon ausgestiegen.
Nachdem die Polizeibehörden durch Informanten von den mutmaßlichen Tätern erfahren hatten, versuchten sie am 24. Januar 1975, Mario Tuti festzunehmen. Er erschoss dabei zwei Polizisten, verletzte einen weiteren schwer und konnte nach Frankreich entkommen. Das Strafverfahren gegen ihn wurde deshalb in seiner Abwesenheit eröffnet. Am 27. Juli 1975 wurde er nach einer Schießerei mit der französischen Polizei verhaftet und nach Italien ausgeliefert. Erstinstanzlich wurde er zu 20 Jahren Freiheitsstrafe, im Berufungsverfahren zu lebenslanger Freiheitsstrafe verurteilt. Der Kassationsgerichtshof verwarf das Urteil. Tuti wurde im Folgeverfahren aus Mangel an Beweisen freigesprochen.